# Cantón de Épinac
El cantón de Épinac era una división administrativa francesa, que estaba situada en el departamento de Saona y Loira y la región de Borgoña.

## Composición
El cantón estaba formado por once comunas:
- Change
- Collonge-la-Madeleine
- Créot
- Épertully
- Épinac
- Morlet
- Saint-Gervais-sur-Couches
- Saint-Léger-du-Bois
- Saisy
- Sully
- Tintry

## Supresión del cantón de Épinac
En aplicación del Decreto nº 2014-182 de 18 de febrero de 2014, el cantón de Épinac fue suprimido el 22 de marzo de 2015 y sus 11 comunas pasaron a formar parte; diez del nuevo cantón de Autun-1 y una del nuevo cantón de Chagny.